# USS Gwin (DD-433)
Эскадренный миноносец «Гуин» (англ. USS Gwin (DD-433)) — американский эсминец типа Gleaves.
Заложен на верфи Boston Navy Yard, 1 июня 1940 года. Спущен 25 мая 1940 года, вступил в строй 15 января 1941 года.
13 июля 1943 года очень тяжело поврежден торпедой и артиллерийским огнём японских эсминцев «Микадзуки» и «Юкикадзэ» в бою близ острова Koломбангар. Оставлен экипажем и потоплен торпедой американского эсминца DD-390 «Ralph Talbot».
Из ВМС США исключён 28 июля 1943 года.